# 春川正明
春川 正明（はるかわ まさあき、1961年5月5日 - ）はフリージャーナリスト、および関西大学客員教師。元読売テレビ記者で、在職中は報道番組プロデューサーや報道局解説委員長を歴任したほか、2019年5月1日から11月30日までは、読売巨人軍で球団編成本部次長と国際部長を兼務していた。

## 来歴・人物
大阪府立東淀川高等学校を経て、関西大学社会学部へ進学した。大学では野球部に籍を置いていた一方で、スポーツ番組のディレクターを志していたことから、読売テレビの一般職採用試験を受験。卒業後の1985年4月1日付で入社してからは、報道局の撮影編集部でニュース映像の編集業務に従事していた。
1989年にベルリンの壁崩壊の現場を取材したことがきっかけで、1990年から報道部へ異動。記者を皮切りに、神戸支局長、司法担当キャップ、大阪府警キャップを務めた。
1997年から、読売テレビが運営するNNNロサンゼルス支局へ支局長として赴任。ペルーのリマでペルー日本大使公邸人質事件の現場取材などに従事した。
2001年に読売テレビの本社へ帰任してからは、『ウェークアップ!』のチーフプロデューサーや報道部長を経て、2007年7月から報道局の解説委員に就任。『情報ライブ ミヤネ屋』（いずれも本社スタジオからの生放送番組）でコメンテーターを務めていたが、2009年3月までは東京支社の勤務であったため、当時の上司だった岩田公雄、辛坊治郎と同様に東京と大阪を往復する生活を送っていた。同年4月から本社へ異動したことを機に、『ミヤネ屋』のコメンテーターと並行しながら、『かんさい情報ネットten!』のコメンテーターや、母校である関西大学の客員教授を務めた。2015年7月から報道局解説委員長へ就任。2018年6月からは、「執行役員待遇」との肩書が付けられていた。
自他共に認める阪神タイガースのファンであるが（『正明』という名も、同じく大の阪神ファンである父が、阪神の当時のエース小山正明から名付けた）、風貌が長嶋茂雄、もしくはその物真似で知られるプリティ長嶋に似ていると言われることも多かった。2019年5月1日付で、阪神のライバル球団の読売巨人軍に招聘。球団編成本部次長兼国際部長として、外国人選手のスカウティングやメジャーリーグ（MLB）加盟球団（パートナー契約を締結しているニューヨーク・ヤンキースなど）との連携強化に関する業務へ携わっていた。一時は2020年からアメリカのニューヨーク事務所を拠点に活動することも検討していたが、実際には2019年11月30日で退任したうえで、翌12月1日から読売テレビへ復帰。復帰後も、『ミヤネ屋』のコメンテーターなどを務めていた。
2021年の誕生日で読売テレビの定年（60歳）に到達したことを受けて、12月31日で同局を退社。退社後の2022年からは、フリージャーナリストとして活動しているほか、他局の番組でコメンテーターを務めている。

### 尖閣諸島抗議デモについての発言
自身が出演する『情報ライブ ミヤネ屋』（2010年10月18日放送分）にて、尖閣諸島中国漁船衝突事件を受けて行われたデモについて「こういうデモに参加するのは一般の人ではない」と述べた。放送後、この件で自身のブログにデモ参加者からの批判コメントが殺到し、後日ブログ上で春川が謝罪するに至った。

## 出演番組
読売テレビ時代
- かんさい情報ネットten!（コメンテーター）
- 情報ライブ ミヤネ屋（コメンテーター）
- 朝生ワイド す・またん!（ニュース解説）- 辛坊治郎が休みの時の代理

読売テレビ退職後
- 堀潤モーニングFLAG（TOKYO MX）

以下はいずれも、RSK山陽放送の番組。
- ライブ5時 いまドキッ!（テレビ） - 月曜日のコーナーレギュラー
- RSKイブニングニュース（テレビ） - コメンテーター（月・火・水曜日）
- 春川正明のニュース直球解説（ラジオ） - 『あもーれ!マッタリーノ』内で火曜日に放送

以下はいずれも、BSよしもとの番組。
- ワシんとこ・ポスト
- キクテレミルラジ265 - 木曜日のコーナーレギュラー